# Kerkhof van Overijse (Terlanen)
Het Kerkhof van Overijse (Terlanen) is een gemeentelijke begraafplaats in het Belgische gehucht Terlanen in de gemeente Overijse. Het kerkhof ligt rond de Sint-Michielskerk in het centrum van het dorp.
Aan de noordelijke muur van het kerkhof hangt een gedenkplaat voor een dorpsgenoot die sneuvelde in de Eerste Wereldoorlog. De tekst luidt: Gesneuveld voor het vaderland Petrus-Arthur Michiels te Pervyse + 1914. Daarnaast staat een levensgroot beeld van een soldaat.

## Britse graven
In de noordelijke hoek van het kerkhof ligt een perk met de graven van 15 Britse gesneuvelden uit de Tweede Wereldoorlog. Hiervan zijn er 9 niet geïdentificeerd. Zij waren leden van het British Expeditionary Force en sneuvelden op 15 en 16 mei 1940 tijdens de strijd tegen het oprukkende Duitse leger. Hun graven worden onderhouden door de Commonwealth War Graves Commission en zijn daar geregistreerd onder Overijse (Terlanen) Churchyard.